# Bengt Anders Euphrasén
Bengt Anders Euphrasén (* April 1756 in der Kirchengemeinde Habo, historische Provinz Västergötland, Schweden; † 25. Dezember 1796 in Stockholm) war ein schwedischer Naturforscher (Botaniker und Zoologe).
Er studierte 1784 in Uppsala.
1788 machte er mit Unterstützung der Königlichen Akademie der Wissenschaften zu Stockholm eine naturhistorische Reise nach den Antillen. Er hielt sich vom 8. Februar bis 16. April auf der Insel Saint-Barthélemy, den 16./17. April auf Saint-Eustache und 17. April bis 19. Juni auf Saint Christopher (heute St. Kitts) auf.
Nach seiner Rückkehr wurde er stellvertretender Demonstrator der Botanik.

## Veröffentlichungen
- Raja narinari; In Neue Abhandlungen der Kgl. Schwedischen Akademie; Bd. 11, S. 205–207; 1790
- Aetobatus narinari (Gefleckter Adlerrochen); 1790
- Carl von Linnees Termini Botanici, eller botaniska Ord; 1792
- Beskrifning öfver svenska vestindidiska ön St. Barthelemi, samt öarne St. Eustache och St. Christopher; Stockholm, Anders Zetterberg, 1795